# Lá e Cá
Lá e Cá é uma minissérie documental luso-brasileira de treze episódios que mostra o Brasil para os portugueses e Portugal para os brasileiros. É uma co-produção entre a TV Cultura e RTP2, dois canais de televisão públicos do Brasil e Portugal, respectivamente.
O programa é apresentado pelo jornalista brasileiro Paulo Markun e pelo português Carlos Fino, conselheiro de imprensa da Embaixada de Portugal em Brasília. Através de conversas informais ambos debateram as semelhanças e diferenças entre Portugal e o Brasil, fornecendo informações para o telespectador compreender melhor os processos de cada país e, também, trataram da evolução das relações entre os dois países.
Transmitido aos domingos às 19h00 na RTP2, em Portugal, e às 21h00 na TV Cultura, no Brasil. Os episódios estão também disponíveis on-line, nas páginas oficiais da série.